# Sebastián de Covarrubias y Orozco

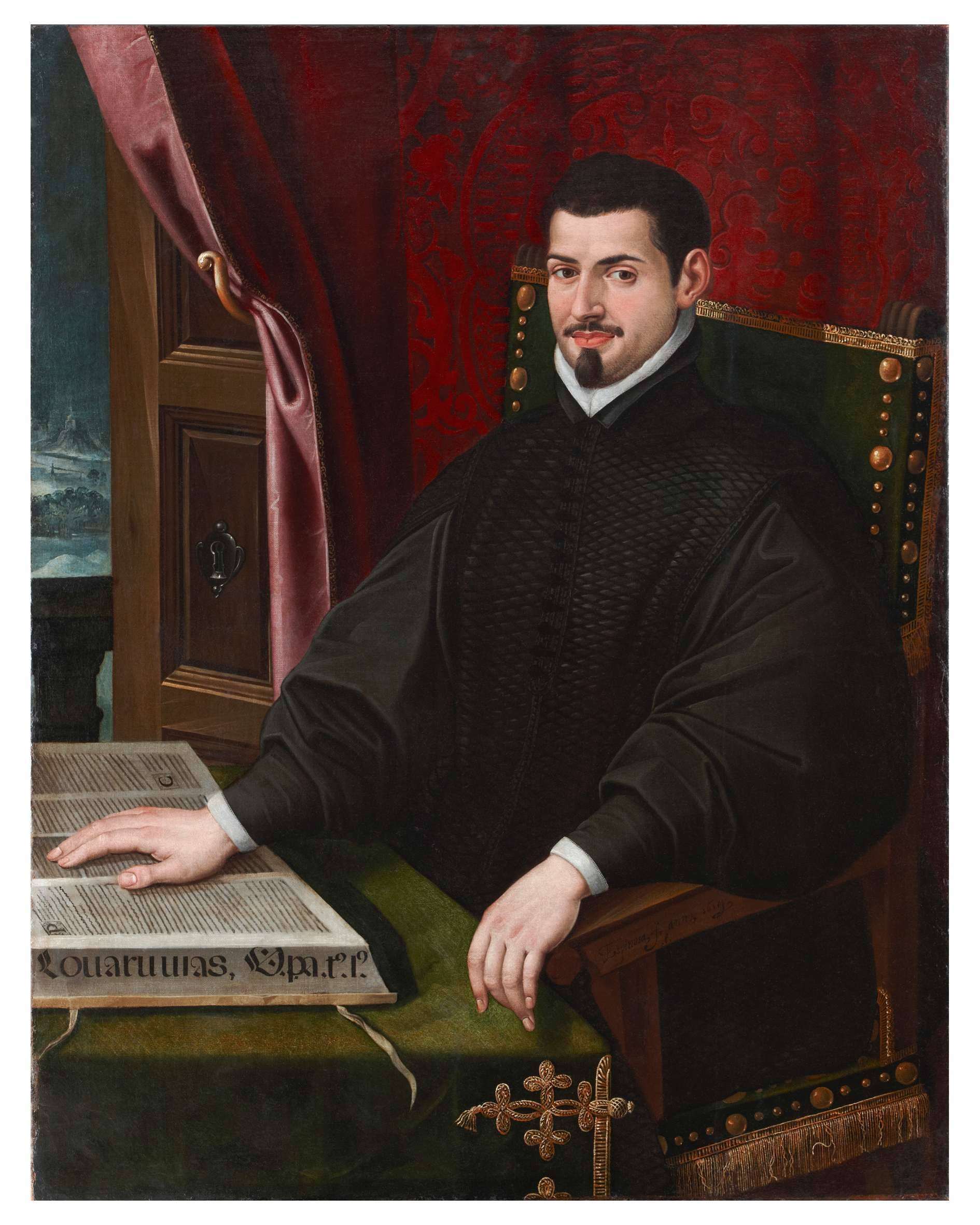
Sebastián de Covarrubias y Orozco

Sebastián de Covarrubias y Orozco (* 1539 in Toledo; † 1613 in Cuenca) war ein spanischer Kleriker, Emblematiker, Lexikograf, Romanist und Hispanist. Er ist vor allem bekannt durch seinen Tesoro (lateinisch Thesaurus).

## Leben und Werk
Covarrubias entstammte einer bedeutenden Familie, der u. a. Alonso de Covarrubias, Diego de Covarrubias y Leyva und Antonio Covarrubias y Leyva angehörten. Er war von 1565 bis 1573 an der Universität Salamanca, dann Hofkaplan des Königs Philipp II. von Spanien und schließlich 30 Jahre lang Kanonikus der Kathedrale von Cuenca.
1605 begann Covarrubias mit der Abfassung des ersten definierenden Wörterbuchs des Spanischen, das 1611 unter dem Titel Tesoro de la lengua castellana, o española erschien, ein Jahr vor dem italienischen Wörterbuch der Accademia della Crusca. Das besondere Interesse von Covarrubias galt, neben der Definition der Wörter (17.000 Definitionen), ihrer Etymologie und der enzyklopädischen Information.
1674 veröffentlichte Benito Remigio Noydens (1630–1685) eine erweiterte Auflage des Tesoro, die 1943 von Martí de Riquer herausgegeben wurde (zahlreiche Auflagen). In neuester Zeit kamen Editionen durch Felipe C. R. Maldonado, Georgina Dopico und Jacques Lezra, sowie durch Ignacio Arellano und Rafael Zafra hinzu.
Daneben trat Covarrubias als Emblematiker hervor.

## Werke
- Emblemas morales, Madrid 1610, Valencia 1994; hrsg. von Carmen Bravo-Villasante, Madrid 1978
- Tesoro de la lengua castellana, o española, Madrid 1611, 1977
  - Tesoro de la lengua castellana, o española, erweitert durch Benito Remigio Noydens, Madrid 1674, hrsg. von Martín de Riquer, Barcelona 1943, 1987, 1989, 1993, 1998, 2003
  - Tesoro de la lengua castellana o española, hrsg. von Felipe C. R. Maldonado, Madrid 1994, revidiert von Manuel Camarero, Madrid 1995
  - Suplemento al Tesoro de la lengua española castellana, hrsg. von Georgina Dopico und Jacques Lezra, Madrid 2001
  - Tesoro de la lengua castellana o española, vollständige illustrierte Ausgabe, hrsg. von Ignacio Arellano und Rafael Zafra, Madrid/Frankfurt am Main 2006